# Górka Wiatraczna
Górka Wiatraczna (Mühlberg) – wzgórze (wzniesienie) położone we Wrocławiu w rejonie osiedla Grabiszyn. Jest to wzniesienie morenowe. Jego nazwa pochodzi prawdopodobnie od położonego tu niegdyś wiatraka. Obecnie teren ten zabudowany jest blokami mieszkalnymi (w tym między innymi typu Punktowiec przy ulicy Jastrzębiej). Wzniesienie to położone jest w obrębie wysoczyzn morenowych ukształtowanych w ramach Równiny Kąckiej (318.532) stanowiącej część Równiny Wrocławskiej (318.53), położonych na południowy zachód od Pradoliny Wrocławskiej (318.52).
Obszar Górki Wiatracznej położony jest w obrębie:
- ulicy Grabiszyńskiej[6], za nią Park Grabiszyński (na wschód od wzniesienia)
- ulicy Fiołkowej, poprzednio nazwa nawiązująca do wyżej wspomnianego wiatraka: Mühlbergweg[3] (na północ od wzniesienia)
- zakładu karnego nr 2, dalej terenu byłego Elwro i za nim rzeki Ślęza (na zachód od wzniesienia)
- Cmentarza Grabiszyńskiego (na południe od wzniesienia).